# Macrogynoplax flinti
Macrogynoplax flinti är en bäcksländeart som beskrevs av Bill P.Stark 1996. Macrogynoplax flinti ingår i släktet Macrogynoplax och familjen jättebäcksländor. Inga underarter finns listade i Catalogue of Life.